# Iouri Borissov (homme politique)
Pour les articles homonymes, voir Iouri Borissov et Borissov.
Iouri Ivanovitch Borissov (en russe : Юрий Иванович Борисов; né le 31 décembre 1956) est un homme politique russe. Il a été vice-premier ministre chargé de l'industrie, de la défense et de l'espace entre 2018 et 2022, après avoir été ministre adjoint de la Défense de 2012 à 2018.
Du 15 juillet 2022 au 5 février 2025, il est directeur de l'agence spatiale russe Roscomos.
Il a le grade civil de conseiller d'État effectif de la fédération de Russie de 1re classe.

## Biographie
Iouri Borissov est né le 31 décembre 1956 à Vychni Volotchek. Il est diplômé l'école militaire Souvorov de Tver en 1974 et de l'école supérieure radio-électronique en 1978. Dans les années 1980, il étudie également les mathématiques à l'université d'État de Moscou dont il sort diplômé en 1985.
Pendant 20 ans, de 1978 à 1998, il fait partie des forces armées de l'Union soviétique puis de la Russie. Borissov est récipiendaire de l'ordre de service à la patrie dans les forces armées de l'URSS, 3e degré. Il est nommé administrateur général de l'Agence fédérale de l'industrie en octobre 2007 et devient sous-ministre de l'industrie et du commerce en juillet 2008. Il est commissaire militaro-industriel pour la Russie en mars 2011 et, le 12 novembre 2012, en vertu d'un décret présidentiel, Borissov est promu vice-ministre de la Défense de la fédération de Russie.
Le 7 mai 2018, Borissov est nommé vice-premier ministre pour la défense et l'industrie spatiale dans le deuxième cabinet de Dmitri Medvedev .
Le 15 janvier 2020, le gouvernement Medvedev démissionne après que le président Vladimir Poutine a prononcé un message à l'Assemblée fédérale, dans lequel il propose plusieurs amendements à la constitution. Borissov est maintenu à son poste dans le gouvernement Mikhaïl Michoustine.
Le 15 juillet 2022, le Kremlin annonce qu'il prend la tête de l'agence spatiale russe Roscosmos, remplaçant Dmitri Rogozine en poste depuis 2018.
Le 6 février 2025, il est remplacé à la tête de Roscosmos par Dmitry Bakanov,.

## Vie privée
Borissov est marié et père de deux enfants.